# Franz Joseph Mahler
Franz Joseph Mahler, född 12 augusti 1795 i Staufen (Allgäu), död 21 juni 1845 i München, var en tysk optiker och uppfinnare. 
Mahler delägare av det av Joseph von Fraunhofer grundade optisk-mekaniska institutet i München. Mahler framställde flera stora teleskop, således till observatorierna i Pulkovo och Boston.